# Pheugopedius paucimaculatus
Pheugopedius paucimaculatus, "prickbröstad gärdsmyg", är en fågelart i familjen gärdsmygar inom ordningen tättingar. Den betraktas oftast som underart till marmorgärdsmyg (Pheugopedius sclateri), men urskiljs sedan 2016 som egen art av Birdlife International och IUCN.
Fågeln förekommer i sydvästra Ecuador och nordvästra Peru. Den kategoriseras av IUCN som livskraftig.